# Ametrus magareyi
Ametrus magareyi är en insektsart som först beskrevs av Johann Gottlieb Otto Tepper 1892.  Ametrus magareyi ingår i släktet Ametrus och familjen Gryllacrididae. Inga underarter finns listade i Catalogue of Life.